# Adriatica (horlogemerk)
Adriatica is een Zwitsers horlogemerk dat werd opgericht in 1852.

## Omschrijving
De geschiedenis van het horlogemerk Adriatica gaat terug tot de oprichting van de onderneming Montilier Watch Co. in 1852 in Muntelier, gelegen in het Zwitserse kanton Fribourg, dicht bij de zogenaamde Watch Valley van Zwitserland.
In 1962 werd de productie van de merken Adriatica en ook het verwante merk Adria overgenomen door horloge-ondernemingen uit Biel/Bienne en Bazel. Beide merken, en in het bijzonder Adriatica, werden populair in Scandinavië. Vooral in Finland werden er veel horloges verkocht. Later werd het merk ook bekend in andere Europese landen zoals Polen.
In 1989 werd het merk doorverkocht aan een andere onderneming. Sinds 1998 worden de horloges van Adriatica gemaakt in Dongio in het kanton Ticino.